# Eleonora Kodele
Eleonora Kodele, slovenska rokometašica, * 16. oktober 1998, Ljubljana.
Eleonora je članica ŽRK Celje in slovenske reprezentance.